# Noémie Allabert
 (juin 2020).
Noémie Allabert est une powerlifteuse française née le 15 mai 1990 à Troyes. Elle est affiliée à la Fédération Française de Force. 
Depuis 2017, elle est inscrite sur la liste ministérielle de sportif de haut niveau  catégorie sénior dans la discipline force athlétique.
Depuis le 1er novembre 2019, elle est inscrite sur la liste ministérielle de sportif de haut niveau dans la catégorie élite.

## Biographie
Noémie Allabert  est quadruple championne d'Europe et double championne du monde. Elle détient également le record d'Europe au total en -52 kilos (454 kilos). En juin 2023, elle bat le record du monde de sa catégorie au squat à 171 kilos.  
Elle est sacrée championne de France en 2017, 2018, 2021, 2022 et 2023.[réf. souhaitée]
En novembre 2021, elle décide de créer son club de force athlétique "La Force Athlétique Cogolinoise" à Cogolin dans le Golfe de Saint-Tropez

## Palmarès

### Championnats de France
2017 à Port-La-Nouvelle
- Médaille d'or au total en moins de 47 kilos
- Record de France au soulevé de terre 150 kilos

2018 à Escaudain
- Médaille d'or au total en moins de 47 kilos
- Record de France au soulevé de terre 155 kilos
- Record de France au total 344 kilos

2019 à Nantes
- Médaille d'argent au total en moins de 47 kilos

2021 à Port-La-Nouvelle
- Médaille d'or au total en moins de 52 kilos[6]
- 3 records de France (squat, soulevé de terre, total)

2022 à Albi
- Médaille d'or au total en moins de 52 kilos (445 kilos : record du monde officieux)
- 1 record de France (165 kilos au squat et record du monde officieux)

2023 à Le Crès
- Médaille d'or au total en moins de 52 kilos (Total à 420 kilos)

### Championnats d'Europe
2017 à Thisted au Danemark 
- Médaille de bronze au total en moins de 47 kilos

- Médaille d'argent au soulevé de terre
- Record de France au soulevé de terre 145 kilos

2018 à Kaunas en Lituanie ,
- Médaille d'or au total en moins de 47 kilos
- Record de France au squat 130 kilos
- Record de France et record d'Europe au soulevé de terre 165,5 kilos [10]
- Record de France au total 370,5 kilos

2019 à Kaunas en Lituanie 
- Médaille d'or au total en moins de 52 kilos
- Médaille d'argent et record de France au squat 152,5 kilos
- Médaille de bronze au soulevé de terre 180 kilos
- Record de France au total 415 kilos

2021 à Västeras en Suède
- Médaille d'or au total en moins de 52 kilos[12],[13]
- Médaille d'argent au squat 157,5 kilos
- Médaille d'argent au développé couché 82.5 kilos
- Médaille d'argent au soulevé de terre 196 kilos
- Record du monde au total 436 kilos

2022 à Skierniewice en Pologne
- Médaille d'or au total en moins de 52 kilos[14]
- Médaille d'argent au squat 167,5 kilos
- Médaille d'or au soulevé de terre 185 kilos

### Championnats du Monde
2017 à Minsk en Biélorussie
- 7ème au total en moins de 47 kilos

2018 à Calgary au Canada
- 6ème au total en moins de 47 kilos

2019 à Helsingborg en Suède
- 2ème au total en moins de 47 kilos
- Record d'Europe au total avec 375 kilos

2021 à Halmstad en Suède
- Championne du monde au total en -52 kilos

2022 à Sun City en Afrique du Sud
- Championne du monde[15] au total en -52 kilos
- Record du monde au total (438 kilos)

2023 à la Valette à Malte 
- Vice Championne du monde en -52 kilos
- Total à 450 kilos

### Arnold Classic Europe
2019 à Barcelone en Espagne
- Compétition toutes catégories confondues.
- 6ème au total en moins de 52 kilos
- Record de France -52 kilos au squat avec 142.5 kilos
- Record de France -52 kilos au total avec 392.5 kilos

## Honneurs et distinctions
- Élue athlète féminine de l'année 2018 par la fédération française de force[16]
- Récompensée à la soirée des champions organisée par l'INSEP le 5 février 2019 [17]
- Sélectionnée en avril 2019 et 2020 par la région grand est pour intégrer la Team Grand Est
- Récompensée à la soirée Trophée «Au cœur du sport» organisée par la ville de Troyes et l'est éclair/Libération Champagne en juillet 2019.
- Invitée au Sportel Awards[18] à Monaco en 2021 et 2022
- Invitée par SBD Apparel à la compétition "SHEFFIELD 2023" où elle termine deuxième avec un record d'Europe au total à 454 kilos et un record du monde au squat à 171 kilos.